# Cytherois stephanidesi
Cytherois stephanidesi is een mosselkreeftjessoort uit de familie van de Paradoxostomatidae. De wetenschappelijke naam van de soort is voor het eerst geldig gepubliceerd in 1938 door Klie.